# Sami Taoufik
Sami Taoufik, né le 27 février 2002 à Barcelone, est un pilote automobile marocain.

## Biographie
Né à Barcelone en Espagne, Sami Taoufik commence le karting à l'âge de cinq ans où il s'illustre e gagne quatre titres de champion à travers les divers championnats nationaux. Il dispute ensuite les saisons 2015 et 2016 dans la catégorie junior. Il gagne en 2016 la Série des Super Masters dans léquipe britannique Ricky Flynn Motorsport.
L'année suivante il gagne le championnat d'Europe de karting avec la même équipe recevant au passage le prix du meilleur débutant de l'année a seulement seize ans (le plus jeune de l'histoire).
Durant l'hiver 2017-2018, il fait ses débuts en monoplace dans le championnat des Émirats arabes unis de Formule 4 avec l'équipe Silberpfeil Energy Dubai. Il prend part à sept course récoltant un podium et un meilleur tour; il se classe treizième avec 51 points. Il s'engage ensuite en Eurocup Formula Renault où il signe avec l'écurie Arden International mais il réalise une saison quasi vierge ne marquant qu'un point sur le Hungaroring et se classant seulement vingt-deuxième.

## Carrière

### Résultats en compétition automobile
| Saison    | Championnat                          | Écurie                   | Courses | Victoires | Pole positions | Meilleurs tours | Podiums | Points inscrits | Classement |
| --------- | ------------------------------------ | ------------------------ | ------- | --------- | -------------- | --------------- | ------- | --------------- | ---------- |
| 2017-2018 | Formula 4 UAE Championship           | Silberpfeil Energy Dubai | 7       | 0         | 0              | 1               | 1       | 51              | 13e        |
| 2018      | Eurocup Formula Renault 2.0          | Arden International      | 20      | 0         | 0              | 0               | 0       | 1               | 22e        |
| 2018      | Formula Renault 2.0 NEC              | Arden International      | 8       | 0         | 0              | 0               | 0       | 0†              | n.c        |
| 2019      | TCR Europe Touring Car Series        | Comtoyou Racing          | 2       | 0         | 0              | 0               | 0       | 3               | 36e        |
| 2019      | TCR Benelux Touring Car Championship | Comtoyou Racing          | 2       | 0         | 0              | 0               | 0       | 36              | 14e        |
| 2019      | TCR Germany Touring Car Championship | Comtoyou Racing          | 2       | 0         | 0              | 0               | 0       | 0†              | n.c        |
| 2020      | TCR Europe Touring Car Series        | Comtoyou Racing          | 12      | 0         | 0              | 2               | 2       | 157             | 12e        |
| 2021      | TCR Europe Touring Car Series        | Sébastien Loeb Racing    | 14      | 0         | 0              | 1               | 2       | 216             | 9e         |

† Taoufik étant un pilote invité, il était inéligible pour marquer des points.